# إريكا هانسون
إريكا هانسون (بالسويدية: Erika Hansson)‏ هي متزحلقة سويدية، ولدت في 2 يوليو 1973 في Hedemora ‏ في السويد.

## وصلات خارجية
- إريكا هانسون على موقع الاتحاد الدولي للتزلج (التزلج على المنحدرات الثلجية) (الإنجليزية)
- إريكا هانسون على موقع أوليمبيديا (الإنجليزية)
- إريكا هانسون على موقع اللجنة الأولمبية السويدية (السويدية)